# Sepp Löwinger

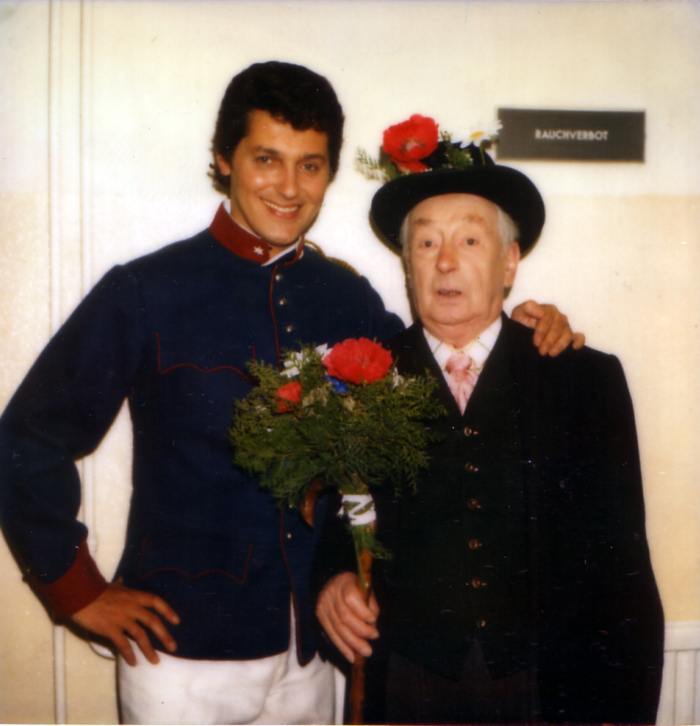
Sepp Löwinger (rechts) mit Peter Reistenhofer (um 1980)

Sepp Löwinger, auch Pepi Löwinger; eigentlich Josef Grabmaier (* 13. Jänner 1900 in Krummnußbaum an der Donau, Bezirk Melk, Niederösterreich, Österreich-Ungarn; † 30. Jänner 1990 in Wien, Österreich) war ein österreichischer Volksschauspieler und Komödiant.

## Leben
Josef ,Sepp’ Grabmaier wollte ursprünglich Kunsttischler werden, doch seine Mutter brachte ihn zum Theater. 1922 schloss er sich der Löwinger-Bühne an und diente der Familie zunächst als Tischler und Fahrer. Schließlich nahm Grabmaier den Namen Löwinger an und wurde somit endgültig Teil dieser Schauspielerfamilie. Rasch wurde er auf kauzige und skurrile, knorrige Typen festgelegt und füllte damit das Fach des ‘drastischen Komikers‘ aus.
Ende November 1934 stand Sepp Löwinger, der in jungen Jahren meist Pepi Löwinger genannt wurde, mit der Hauptrolle des Großbauern Sepp Großlechner in der kurzen Verwechslungsposse Die beiden Stoffl erstmals vor einer Kinofilmkamera, vier Jahre darauf (1938) wurde in Berlin erstmals ein Stück mit der Löwinger-Truppe im reichsdeutschen Fernsehen ausgestrahlt. Beim Film erst nach dem Zweiten Weltkrieg regelmäßig aktiv, verkörperte Löwinger eine Fülle von Chargen. Zumeist spielte er urwüchsige Originale, neben Alpenbauern auch jede Menge subalterne Typen wie Knechte, Portiers, Schneider, Gärtner oder Briefträger. Ihm zur Seite standen oft die anderen Mitglieder der Löwinger-Truppe, darunter Paul, Gretl und Liesl. Obwohl der älteste unter den Löwingers, blieb Sepp Löwinger am längsten aktiv und wirkte noch im Alter von 85 Jahren in einer Fernsehproduktion mit. Sein Grab befindet sich auf dem Wiener Zentralfriedhof (Gruppe 42F, Reihe 11, Nummer 3).

## Filmografie
- 1935: Die beiden Stoffl (Kurzfilm)
- 1948: Die Verjüngungskur
- 1950: Der keusche Adam
- 1951: Valentins Sündenfall
- 1953: Fiakermilli – Liebling von Wien (Die Fiakermilli)
- 1953: Im Krug zum grünen Kranze (Die 5 Karnickel)
- 1958: Hallo Taxi
- 1960: Im weißen Rößl
- 1960: Das Dorf ohne Moral
- 1960: Der Meineidbauer
- 1960: Das Spiel vom lieben Augustin
- 1961: Das Mädchen mit dem Zucker
- 1961: Auf den Straßen einer Stadt
- 1961: Der Korporal in der Schlinge (Le Caporal épinglé)
- 1962: Mariandls Heimkehr
- 1962: Waldrausch
- 1963: Die schwarze Kobra
- 1963: Ehestreik
- 1964: Das vierte Gebot
- 1964: Happy-End am Wörthersee (Happy-End am Attersee)
- 1966: Die Liab am Almsee
- 1966: Alle Trümpfe in der Hand
- 1967: Der Jäger von Fall
- 1967: Der alte Geizkragen
- 1967: Der Heiratsgegner
- 1967: Die drei Dorfheiligen
- 1967: Die große Schuld
- 1968: Schicksal
- 1968: Wenn der Hahn kräht
- 1968: Der Glückselefant
- 1969: Die ungarische Hochzeit
- 1969: Die Töchter Josefs
- 1969: Der Schützenkönig
- 1969: Ein Engel auf Erden
- 1970: Der Ehestreik
- 1970: Die späte Heirat
- 1970: Die verlorene Hochzeitsnacht
- 1971: Die Roßkur
- 1971: Hugo in Ängsten
- 1971: Baden streng verboten
- 1971: Anton und Antonia
- 1972: Drei Frauen um Daniel
- 1972: Emil der Seitenspringer
- 1972: Alles, nur nicht heiraten
- 1973: Die falsche Katz
- 1973: Die falsche Annonce
- 1973: Hallo – Hotel Sacher … Portier! (drei Folgen der TV-Reihe)
- 1974: Graf Schorschi
- 1975: Alles, nur keine Schwestern
- 1977: Der Unverbesserliche
- 1978: Spät, aber doch
- 1978: Das Manöverkind
- 1979: Austern mit Senf
- 1979: Doppelt hält schlechter
- 1981: Die drei Dorfheiligen
- 1982: Alfred auf Reisen
- 1983: Ein Mann für zwei Frauen
- 1983: Der stille Ozean
- 1984: Rudi macht’s richtig
- 1984: Der Hecht im Karpfenteich
- 1985: Der Liebeskater
- 1985: Der keusche Josef